# Тухтаходжаев, Ислам Саидкамалович
Ислам Саидкамалович Тухтаходжаев (узб. Islom  Saidkamolovich To'xtaxo'jayev; род. 30 октября 1989 года; Кува, Ферганская область, Узбекская ССР) — узбекистанский футболист, защитник клуба АГМК и национальной сборной Узбекистана.

## Карьера

### Клубная
Ислам Тухтаходжаев начал свою профессиональную карьеру в 2009 году в составе клуба родного города «Нефтчи». В составе нефтяников Тухтаходжаев играл до 2011 года и за это время сыграл 59 матчей и забил три гола.
В 2012 году он подписал контракт с ташкентским «Локомотивом». В составе «Локомотива» Тухтаходжаев играл в матчах чемпионата Узбекистана, Кубка Узбекистана и Лиги чемпионов АФК. В 2014 году он вместе с командой выиграл Кубок Узбекистана.
С 25 июня 2022 года выступает за катарский ФК «Аль-Гарафа».

### Международная
В сборной Узбекистана Тухтаходжаев дебютировал 28 января 2009 года в игре против ОАЭ.
В 2015 году тренер Мирджалол Касымов включил его в состав на Кубок Азии-2015. На турнире Ислам принял участие в одном матче — на групповой стадии против Китая.

## Достижения
«Локомотив»
- Вице-чемпион Узбекистана: 2013, 2014
- Обладатель Кубка Узбекистана: 2014
- Финалист Суперкубка Узбекистана: 2013

Личные
- Узбекистон ифтихори (6 июня 2025 года) — за большой вклад в развитие и широкую популяризацию спорта в нашей стране, утверждение здорового образа жизни в обществе, проявленные истинное мужество и стойкость, образец высокого профессионализма и целеустремленности в отборочных турнирах среди сильнейших команд Азии по футболу и впервые в истории нашей Родины завоевание путёвки на чемпионат мира, ставшее большой победой, активное участие в деле приумножения славы Нового Узбекистана в мировом масштабе, воспитания молодого поколения в духе любви к Родине, национальной гордости и патриотизма[1]